# Iliana Ivanova
Iliana Naidenova Ivanova (bulgarsk: Илиана Найденова Иванова; født 14. september 1975 i Stara Zagora, Bulgarien) er en bulgarsk økonom, der fra september 2023 er Europa-Kommissær for innovation, forskning, kultur, uddannelse og ungdom i Von der Leyen-kommissionen som afløser for Mariya Gabriel som forlod Kommissionen tidligere samme år. Ivanova var medlem af Den Europæiske Revisionsret fra 2013 til 2023.

## Tidlig erhvervskarriere
Ivanova var koordinator for internationale finansielle institutioner for Landbrugs- og Fødevareministeriet i Bulgarirn fra 1999 til 2002 og investerings- og forretningsanalytiker i flere finans- og bankinstitutioner i USA fra 2004 til 2006.

## Politisk karriere 2007-2012
Hun var medlem byrådet i Sofia fra 2007 til 2009 og medlem af Europa-Parlamentet fra 2009 til 2012. Hun er medlem partiet GERB (Borgere for en europæisk udvikling af Bulgarien) og var tilsluttet Det Europæiske Folkepartis Gruppe (Kristelige Demokrater) i Europa-Parlamentet (EPP).